# Heinz Flohe
Heinz Flohe, auch „Flocke“ genannt (* 28. Januar 1948 in Euskirchen; † 15. Juni 2013 in Vettweiß), war ein deutscher Fußballspieler.

## Leben und Karriere
In seinem Heimatverein TSV Euskirchen entwickelte sich das Talent des technisch herausragenden Offensivspielers Heinz Flohe. Am 7. November 1965 debütierte er in der DFB-Juniorenauswahl, die in Belgrad mit 0:1 gegen die Auswahl Jugoslawiens verlor. Im Mai 1966 nahm er mit der DFB-Mannschaft am UEFA-Juniorenturnier in Jugoslawien teil, bei dem er allerdings nur beim 1:1-Unentschieden gegen die Auswahl Schottlands mitwirkte. Sein einziges Tor für diese Auswahlmannschaft gelang ihm bereits in seinem zweiten Länderspiel, am 19. April 1966 in Grenchen, beim 3:2-Sieg gegen Gastgeber Schweiz. Für die Saison 1966/67 wurde er vom ersten Deutschen Meister der Bundesliga-Ära, dem 1. FC Köln, verpflichtet. Kölns neuer Trainer Willi Multhaup holte damals neben dem Nachwuchstalent Flohe mit Torhüter Milutin Šoškić und Flügelstürmer Roger Magnusson auch internationale Spieler. In seiner ersten Bundesligasaison kam Flohe auf 18 Einsätze und zwei Tore.
Am 3. Mai 1967 debütierte er in der U-23-Nationalmannschaft des DFB gegen die Tschechoslowakei in Mönchengladbach an der Seite von Günter Netzer, Jupp Heynckes, Horst Köppel und Herbert Wimmer. Der Gewinn des DFB-Pokals war der erste Titel für den Mittelfeldtechniker. Am 9. Juni 1968 besiegten die Kölner in Ludwigshafen den VfL Bochum mit 4:1. Bundestrainer Helmut Schön setzte Flohe erstmals am 22. November 1970 in der A-Nationalmannschaft ein. Flohe wurde in der 79. Minute für Günter Netzer eingewechselt; Deutschland bezwang die Auswahl Griechenlands in Athen mit 3:1 Toren. Sein erstes von acht Länderspieltoren erzielte er am 30. Juni 1971 in Kopenhagen beim 3:1-Sieg über das gastgebende Dänemark mit dem Treffer zum zwischenzeitlichen 2:1 in der 83. Minute.
Flohe absolvierte zwischen 1966 und 1979 343 Bundesligaspiele für den 1. FC Köln und für 1860 München. Mit den „Geißböcken“ gewann er 1978 die deutsche Fußballmeisterschaft sowie 1968, 1977 und 1978 den DFB-Pokal.
Zwischen 1970 und 1978 bestritt Flohe 39 Länderspiele für die A-Nationalmannschaft, in denen er acht Tore erzielte, darunter das 1000. Länderspieltor der deutschen Fußballnationalmannschaft mit dem Treffer zum 1:0 gegen die Tschechoslowakei am 17. November 1976. Er nahm an den Fußballweltmeisterschaften 1974 und 1978 teil. 1974 wurde er Weltmeister. Er kam dreimal zum Einsatz, gegen die DDR von Beginn an, saß im Finale aber nur auf der Bank. Bei seinen sieben WM-Einsätzen gelangen ihm zwei Tore. 1976 wurde er mit der Nationalmannschaft Vize-Europameister. Deutschland verlor das Finale im Elfmeterschießen, bei dem Flohe seinen Elfmeter verwandeln konnte.
Am 1. Dezember 1979 erlitt Flohe durch ein Foul von Paul Steiner, damals Spieler des MSV Duisburg, einen komplizierten Schien- und Wadenbeinbruch, der das Ende seiner aktiven Karriere bedeutete. An den dabei erlittenen Nervenschäden litt Flohe noch lange. Er stellte Strafantrag gegen Steiner, der jedoch nicht zu einer Verurteilung führte. Spätere Versuche, Steiner auf Schadenersatz zu verklagen, blieben erfolglos.
Nach seiner aktiven Karriere war Flohe als Co-Trainer beim 1. FC Köln tätig. Zudem trainierte er zwei Fußballvereine im Kreis Euskirchen – seinen Heimatverein TSC Euskirchen, den er von 1981 bis in die Saison 1990/91 betreute und mit dem er 1982 in die Landesliga und 1983 in die Verbandsliga Mittelrhein aufstieg, sowie den TuS Olympia Ülpenich. Für den TSC Euskirchen war er mehrfach als Vorstandsmitglied für den Bereich Talentsichtung (zuletzt 2005–2007) tätig, in der Saison 2009/10 war er nur noch als Talentsichter ohne Vorstandsfunktion eingebunden. Zudem unterstützte er seinen Sohn Nino bei der täglichen Arbeit als Trainer.
Flohe wurde 1992 erstmals am Herzen operiert und musste sich am 7. Januar 2004 wegen anhaltender Herzrhythmusstörungen erneut einer Operation unterziehen. Dabei wurde ihm eine neue Herzklappe eingesetzt. Am 11. Mai 2010 brach Heinz Flohe nach einem Schwächeanfall zusammen, danach versetzte man ihn in ein künstliches Koma, aus dem er jedoch nicht mehr erwachte: Er blieb bis zu seinem Tod im Wachkoma. Zunächst lag er in der Kölner Uni-Klinik, anschließend in einem Rehabilitationszentrum in Düren.
Am 15. Juni 2013 starb Flohe im Alter von 65 Jahren. Er hinterließ seine Ehefrau und einen gemeinsamen Sohn. Die Beisetzung fand auf dem städtischen Friedhof Euskirchen statt.

## Statistik
Nationalmannschaft
- 39 Länderspiele, 8 Tore
- 1 B-Länderspiel
- 4 U-23-Länderspiele

Bundesliga
- 1. FC Köln: 329 Spiele, 77 Tore
- TSV 1860 München: 14 Spiele, 4 Tore

Vereinspokal
- 63 Spiele, 24 Tore

Europapokal der Landesmeister; Europapokal der Pokalsieger; UEFA-Pokal
- 56 Spiele, 15 Tore

## Erfolge
National:
- Deutscher Meister: 1978
- Zweiter der Meisterschaft: 1973
- DFB-Pokalsieger: 1968, 1977, 1978
- DFB-Pokal-Finalist: 1970, 1971, 1973

International:
- Weltmeister: 1974
- Zweiter der Europameisterschaft 1976

Ehrungen
- Aufnahme in die Hall of Fame des 1. FC Köln: 2018[11]

## Sonstiges
Heinz Flohe hegte große Sympathien für den FC Schalke 04. Als Jugendspieler wollte er eigentlich dorthin gehen, doch seine Mutter bestand darauf, dass ihr Sohn in der „Heimat“ spielen sollte.
1974 wurde Flohe in einem Bericht wegen der Beliebtheit in seiner Heimatstadt als „König von Euskirchen“ bezeichnet. Er war in Euskirchen Besitzer eines Sportgeschäfts.
Ein schwieriges Verhältnis hatte Heinz Flohe zeitlebens zur Presse. Er erhielt mehrere Einladungen für das aktuelle sportstudio, die er allesamt ausschlug, mit Ausnahme eines Auftritts mit der gesamten Mannschaft des 1. FC Köln anlässlich des Double-Gewinns 1978.
Flohe engagierte sich viele Jahre für den Jugendfußball. Er war dem Bonner SC, dem 1. FC Köln und seinem Heimatverein TSC Euskirchen verbunden und beobachtete regelmäßig die B- und A-Jugend-Spiele in seinem Heimatkreis.
Er war ein großer Fan des Boxsports und besuchte regelmäßig Profi- und Amateurkämpfe in Deutschland und im angrenzenden Ausland.
Flohe bezog als erster Profi-Fußballspieler eine Invalidenrente.

## Auszeichnungen und Ehrungen
Sein ehemaliger Verein 1. FC Köln gründete im Mai 2013 die „Fußballschule Heinz Flohe“.
Im Oktober 2014 errichtete der 1. FC Köln vor der Südtribüne des RheinEnergieStadions eine Bronzestatue von Heinz Flohe. Anlässlich des Gewinns der Fußballweltmeisterschaft 1974 wurde er mit dem Silbernen Lorbeerblatt ausgezeichnet.
2023 hat der Rat der Stadt Euskirchen beschlossen, das Erftstadion nach Heinz Flohe zu benennen. Die Umbenennung fand am 19. Juni 2024 statt.

## Dokumentation
Im März 2015 erschien der Film Heinz Flohe – Der mit dem Ball tanzte auf DVD. Der Film macht es sich neben der Beleuchtung der Persönlichkeit des Fußballers vor allem zur Aufgabe, die Wertigkeit Flohes für den deutschen Fußball neu zu definieren. Aus diesem Grund bewerten viele ehemalige Nationalspieler den Fußballer Flohe. Jupp Heynckes bezeichnet Flohe etwa als „Artisten“. Günter Netzer betont, dass es keinen in Deutschland gegeben habe, der Flohes technische Fähigkeiten erreichte: „Er ist so unglaublich gut gewesen, hat Dinge gemacht, die keiner von uns konnte, auch die ganz großen Spieler Deutschlands nicht.“ Eine Aussage, die von Jupp Kapellmann, Weltmeister 1974 und dreifacher Champions-League-Sieger mit Bayern München, gestützt wird: „Heinz Flohe würde heute die 100-Millionen-Grenze oder generell jede Transfer-Rekordsumme sprengen.“ Dies stehe für ihn außerhalb jeder Diskussion. Franz Beckenbauer bezeichnet Flohe in der Dokumentation als „einen der besten Techniker der Welt“ zu seiner Zeit.
Beim Fußballfilmfestival 11mm im Jahr 2015 erreichte die Produktion den zweiten Platz beim Publikumspreis und wurde somit bester deutscher Film in dieser Kategorie.

## DVD
- Frank Steffan: Heinz Flohe – Der mit dem Ball tanzte – Edition Steffan, Köln, 2015.